# Dario Hunter
Dario David Hunter (Nova Jérsia, 21 de abril de 1983), mais conhecido como Yisroel Hunter, é um rabino norte-americano. Ele é o primeiro homem de origem muçulmana a ser ordenado rabino. Ex-membro do Conselho de Educação de Youngstown, Ohio, Participou nas primárias do Partido Verde dos Estados Unidos para as eleições presidenciais de 2020, nas que ficou em segundo lugar. Participa como candidato nessas eleições com o Partido Progressista de Oregón.

## Biografia
Sua mãe é afroamericana e seu pai irani chii; e converteu-se ao judaísmo, ao princípio ao reformista depois ao ortodoxo ; foi ordenado rabino pelo Jewish Spiritual Leaders Institute da Nova York a 25 de agosto de 2012. Fez seu aliá em 2011.
Estudou nas universidades de Princeton, Windsor, Detroit  e Wayne.
É abertamente gay e reside em Youngstown. Tem-se postulado para presidir o Partido Verde nas Eleições presidenciais dos Estados Unidos de 2020.